# Nepotopitelný Sam
Nepotopitelný Sam († 1955), známý rovněž jako Oscar (občas psán Oskar), byl kocour, jenž byl maskotem celkem tří lodí, jedné patřící Kriegsmarine a dvou patřících Royal Navy, který přežil potopení všech tří.

## Služba

### Bismarck
Černobílý kocour původně patřil neznámému námořníkovi posádky bitevní lodi Bismarck. Byl na palubě, když loď 18. května 1941 vyplula na svou jedinou operaci Cvičení na Rýnu (krycí jméno pro německý pokus o průnik na Atlantik a narušení britských zásobovacích tras). Bismarck byl potopen 27. května a z jeho posádky čítající 2.200 mužů se zachránilo pouhých 115 námořníků. Několik hodin po potopení lodi byl kocour, plovoucí na kusu prkna, nalezen a vyloven britským torpédoborcem HMS Cossack (který kromě Sama nikoho jiného nezachránil). Nevědouc, jaké bylo jeho původní jméno, posádka Cossacku kocoura pojmenovala Sam.

### HMS Cossack
Na palubě Cossacku strávil Sam několik měsíců v konvojové službě ve Středozemí a v severním Atlantiku. 24. října 1941 byl Cossack těžce poškozen torpédem z německé ponorky U-563 na cestě z Gibraltaru do Británie. Posádku vzal na palubu torpédoborec HMS Legion a po počasím zmařeném pokusu dovléci torpédovanou loď zpět do Gibraltaru se Cossack 27. října potopil západně od základny. Výbuch torpéda stál život 159 námořníků, ale Sam opět přežil.

### HMS Ark Royal
Poté byl kocour, již v té době přezdívaný Nepotopitelný Sam, „převelen“ na palubu HMS Ark Royal (ironií osudu na palubu právě té lodi, která rozhodující měrou přispěla ke zničení Bismarcku). Ani tady se však v jeho roli maskota Samovi nedostalo klidu. Letadlová loď byla při návratu z Malty rovněž torpédována, a to ponorkou U 81 14. listopadu 1941. I tato loď se po průniku velkého množství vody do trupu potopila 30 mil od Gibraltaru při pokusu dovléci ji zpět na základnu. Díky tomu, že se potápěla velmi pomalu, se zachránili všichni členové posádky kromě jednoho. Sam byl nalezen motorovým člunem, jak se drží na kusu dřevěné desky, „nezraněný, ale velmi rozhněvaný“. O trosečníky se postaraly torpédoborce HMS Lightning a HMS Legion (loď, která již předtím zachránila trosečníky z Cossacku). Lightning byl potopen v roce 1942 a Legion v roce 1943.

## Odchod do výslužby
Royal Navy nehodlala už dále riskovat a Sam našel nový domov v ubikaci guvernéra Gibraltaru. Odtud se později přestěhoval do námořnického domu v Belfastu, kde prožil konec války. Sam zemřel v roce 1955.
Pastelový portrét Sama (pojmenovaný „Oscar, Bismarckův kocour“) od Georginy Shaw-Bakerové má v majetku Národní námořní muzeum v Greenwichi.

## Tři Samovy lodě

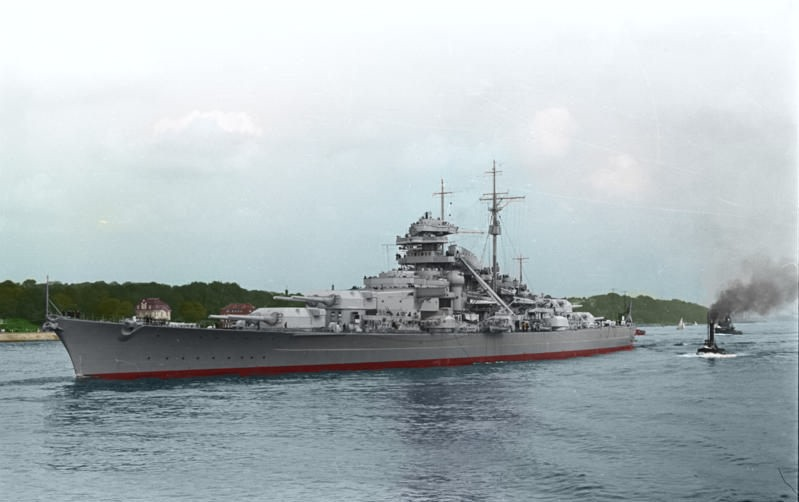
Bismarck
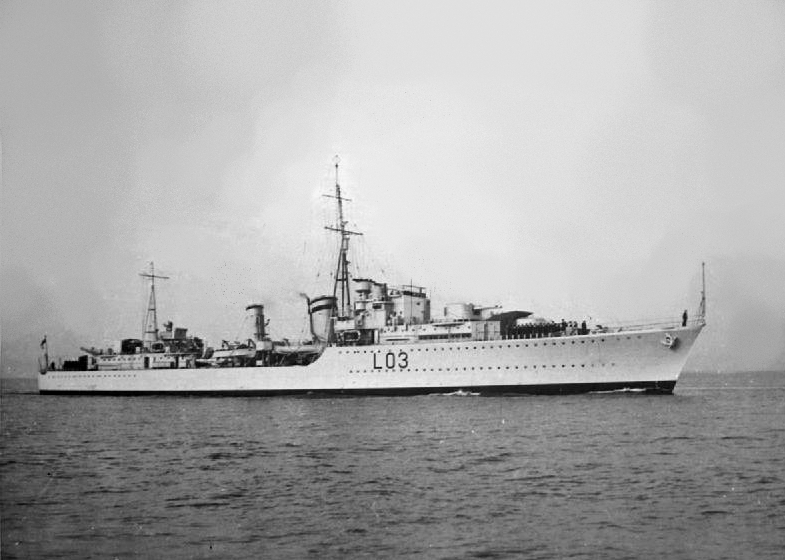
HMS Cossack
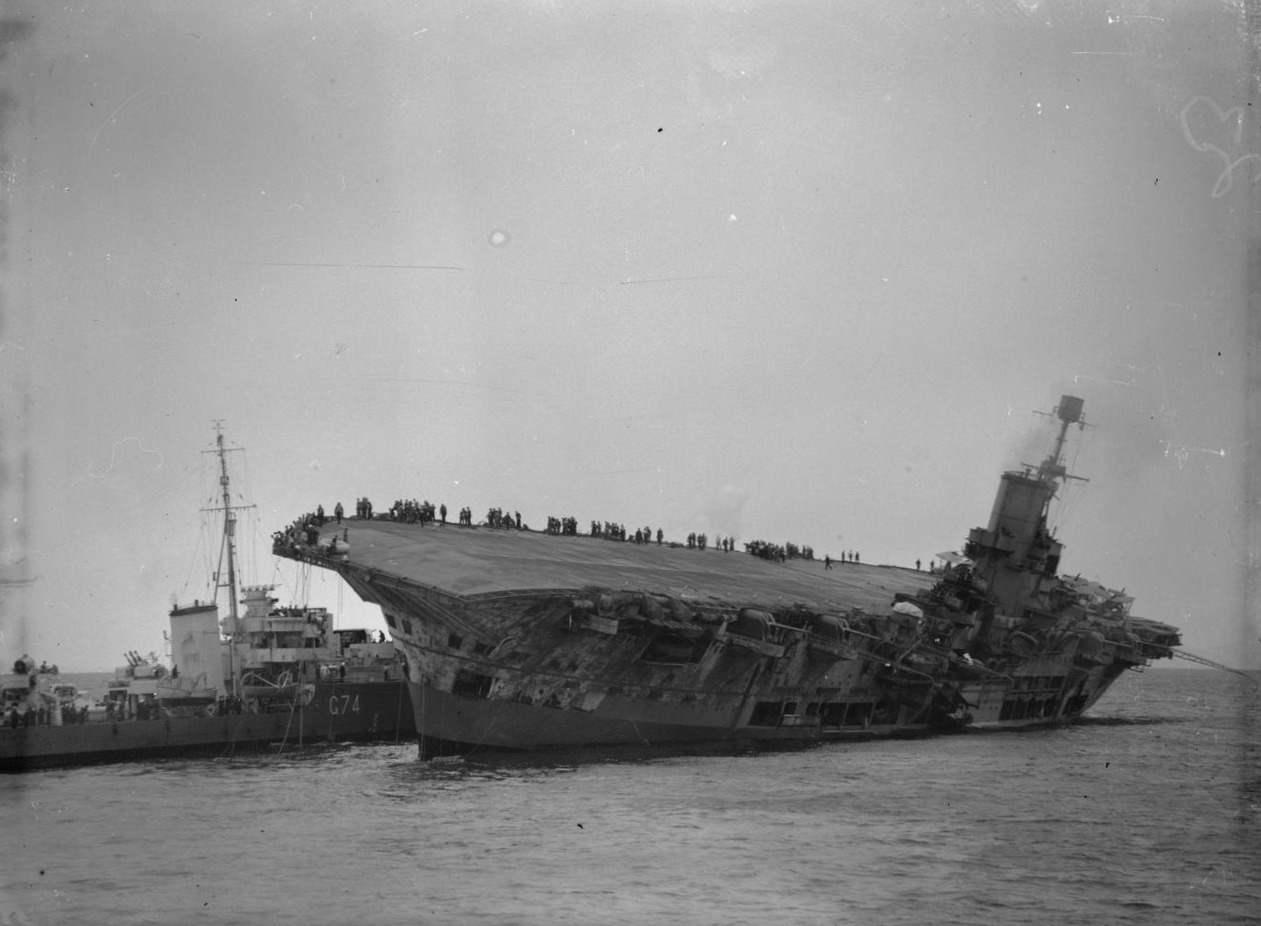
HMS Ark Royal